# Slavko Kodrnja
Slavko Kodrnja, né en 1911 à Zagreb et mort en 1970 dans la même ville, est un footballeur yougoslave et croate des années 1930 et 1940. Il fut aussi entraîneur.

## Biographie
En tant qu'attaquant, Slavko Kodrnja fut international yougoslave à quatre reprises (1933) pour quatre buts inscrits et aussi international croate lors de deux matchs pour aucun but inscrit. 
Il joua pour un club yougoslave (Concordia Zagreb), un club suisse (BSC Young Boys), deux clubs français (AS Saint-Étienne et FC Antibes) et un club portugais (FC Porto).
Alors que le FC Antibes est relégué en deuxième division à l'issue de la saison 1938-1939, il rejoint le FC Sochaux-Montbéliard. Il participe alors à plusieurs matchs amicaux avec le club mais le déclenchement de la guerre conduit à l'annulation du championnat. Kodrnja s'exile alors au Portugal.
Il remporta un championnat yougoslave, un championnat croate et un championnat portugais. Il termina meilleur buteur du championnat portugais en 1940.
Il entraîna le club du FK Borac Banja Luka.

## Palmarès
- Championnat de Yougoslavie de football
  - Champion en 1932
- Coupe de Croatie de football
  - Finaliste en 1941
- Championnat de Croatie de football
  - Champion en 1942
  - Vice-champion en 1941
- Championnat de Suisse de football
  - Vice-champion en 1937
- Championnat de France de football D2
  - Vice-champion en 1938
- Championnat du Portugal de football
  - Champion en 1940
- Meilleur buteur du championnat portugais
  - Récompensé en 1940